# Halpe
Halpe là một chi bướm ngày thuộc họ Bướm nâu.